# Герулы
Герулы (лат. Heruli) (эрулы, элуры, верлы) — древнегерманское племя.
Стефан Византийский упоминает об элурах в своём этническом и географическом словаре: «Гелуры (Eilourioi), скифское племя, о них сообщает Дексипп в двенадцатой книге „Хроники“». Комментируя эти строки, историк М. М. Холод пишет, что латинские авторы называют их чаще герулы — по наименованию германского племени. Впрочем, о том, что под этим именем скрывались скифо-сарматские элементы, свидетельствует, кроме Дексиппа, также Зонара (Ann., XII, 24).
По свидетельству Иордана, готы и почти все другие народы нанимали герулов как «легковооружённых воинов». Помимо скифско-сарматских элементов, среди них могли быть и ославяненные элементы. Византия использовала против остготов собственно склавинов, герулов, гуннов, антов, чётко их различая, хотя и анты, и гунны, и находившиеся в союзе с гуннами герулы подвергались влиянию славян. Часть герулов после разгрома их государства в современной Моравии лангобардами переселилась к гётам.

## История племени

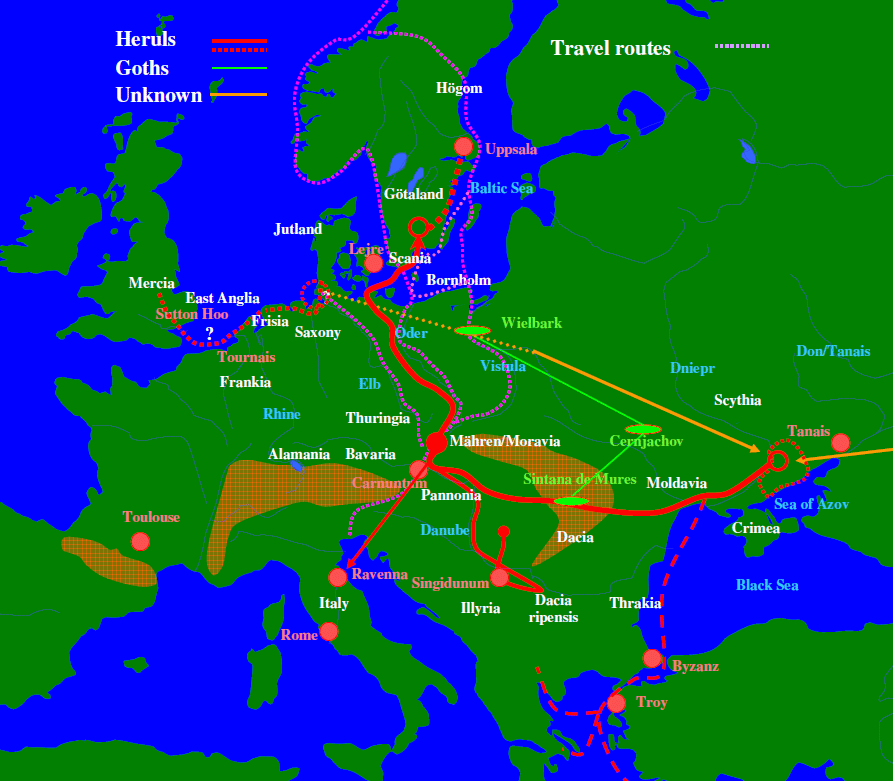
Реконструкция. Миграция герулов от Мэотиды по упоминаниям историков Аблавия / Иордана.

Реконструкция. Боспорское царство (480 до н. э. — VI в. н. э.).

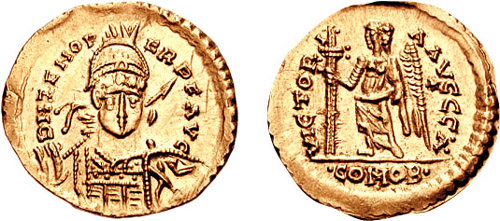
Солид Одоакра.

Иордан, в своем сочинении «О происхождении и деяниях гетов», ссылаясь на Аблавия, писал, что по сообщению последнего это племя жило близ Мэотийского болота (совр. Азовское море), в топких местах, которые греки называют «ele», и потому и именовалось элурами.
Комментируя эти строки Е. Ч. Скржинская пишет, что в другом месте, а именно в § 23 «Гетики», уже не обращаясь, то есть не ссылаясь, на Аблавия, Иордан, по мнению Е. Ч. Скржинской, причисляет герулов (лат. Heruli), но не элуров (лат. Eluri), к племенам, явившимся из Скандии, то есть к готским племенам. Там же Скржинская отмечает, что не дошедшие до нас сведения Аблавия (на которого опирался Иордан), знакомого с событиями и жизнью в Восточной Европе, наводят на мысль, что восточные герулы (элуры) не могли быть, как говорит Иордан, германским племенем, вышедшим из Скандии, так как «Герулов (элуров) Иордан противопоставляет готам Германариха; их быстрота и подвижность („velocitas eorum“), качества степняков-конников, должны были „уступить твёрдости и размерности готов“ („Gothorum tamen stabilitate subiacuit et tarditati“)». Однако там же Скржинская отмечает и следующее, по-видимому, имея в виду т. н. «западных» герулов, что к V веку относится ряд сведений о герулах, которые, по её мнению, не имеют никакой связи с упомянутыми выше приазовскими элурами и являются германским, а не восточногерманским племенем.
Сам же Иордан не выводил герулов из Скандзы, наряду с готами и гепидами, а из приведённого в § 23 «Гетики» текста, следует только то, что даны некогда вытеснили герулов, что могло произойти и после миграции последних на территории, с которых впоследствии они и были вытеснены. Шведские историки, такие как фон Фризен (von Friesen), размещали этих герулов в южной Дании и северной Германии. По описаниям Оттара (Ottar) и Вульфстана (Wulfstan), которые датируются 890 годом н. э. и являются старейшими описаниями северных стран, к X веку даны проживали в Скании, Халланде и Зеландии (Sealand), тогда как в Ютландии жили юты, а до них кимвры и англы. Следовательно, наиболее вероятно, что изгнание герулов данами происходило на территорию юго-восточной Скандинавии, как и то, что оно могло произойти как до 899 года н. э., года смерти Альфреда Великого, так и после, так как ряд историков, говоря о явной недоброкачественности, характеризуют сведения Иордана, как ненадёжные, затемнённые переплетением сюжетов, как псевдоисторический конструкт, созданный в угоду конъюнктуры эпохи, а позднеантичные авторы II века, такие как Тацит и Птолемей, о герулах не упоминают вовсе.
Иордан сообщал, что племя это очень подвижно и, ещё более, необыкновенно высокомерно. «Не было тогда ни одного [другого] племени, которое не подбирало бы из них легковооружённых воинов».
По мнению Т. Бранда (Troels Brandt), существовало две группы герулов: так называемые «восточные» и «западные».

### Западные герулы
Западные герулы в 286 году нападают на Галлию. Император Максимиан посылает две когорты, чтобы отразить их нападение. Здесь, наряду с герулами, Мамертином отмечены и ныне неизвестные «Chaibones».
Аммиан Марцеллин, говоря о герулах-наёмниках, упоминал, что в 360 году они имели свои дома за Рейном, то есть, по-видимому, восточнее Рейна. Позже, в 409, 455 и 459 годах герулы вновь грабят побережье Галлии и Испании. В 478 году Сидоний Аполлинарий повстречал герулов в Тулузе, на самом дальнем берегу «океана», за саксонцами.
Объединяя эту информацию, исследователи располагают западных герулов на юго-западном побережье Ютландии, в районах Дитмаршен и северная Фрисландия, предполагая, что с 478 года они могли находиться и в Англии в качестве наёмников, при этом отмечая, что до 454 года все состоящие на службе Рима герулы были из числа западных и могли быть завербованы вместе с жившими в устье Рейна батавами, также упоминаемыми в качестве наемников в Англии.

### Восточные герулы
В III веке герулы ворвались в Грецию через Пропонтиду и в 267 году взяли Афины. Бежавших афинян ободрил Дексипп и был избран их предводителем. В то же время к берегам Аттики пристал римский флот под начальством Клеодама. Присоединившийся к нему Дексипп напал на варваров, истребив их до трёх тысяч.
Г. С. Дестунис отмечает, что такую последовательность событий можно допустить после изданного А. Маи «отрывка о мыслях», которая несколько отлична от интерпретации Э. Гиббона. Там же замечает, что Георгий Синкелл относит постигнувшее Афины бедствие ко времени Галлиена, однако сам придерживается другого мнения: «Если примем с продолжателем Диона, которому следует Зонара, что оно случилось двумя годами позже, то есть в 269 году, в первом году царствования Клавдия».
По сообщению Иордана, герулы были подчинены Германарихом, который «не потерпел, чтобы предводительствуемое Аларихом племя герулов, в большей части перебитое, не подчинилось, в остальной своей части, его власти». Только после подчинения герулов Германарих подчинил венетов, которые позднее стали известны, как «венеты», «склавины», «анты».
Герулы, в союзе с гуннами, упоминаются в Центральной Европе, где в 454 году создают собственное государство на территории Моравии.
Лангобарды Норика, мигрировавшие сюда к V веку, по-видимому, начинают претендовать на часть «Янтарного пути» и в 494 году между ними и их соседями герулами Моравии вспыхивает война, в результате которой герулы терпят поражение. Это стало возможным после поражения гуннов в Паннонии в 455 году, чьими союзниками являлись герулы. После поражения герулов их король Родульф направляется на Апеннины к королю Теодориху Великому, где заручается его поддержкой. Теодорих нарекает Родульфа «сыном по оружию». По-видимому, поддержка Теодориха носила моральный характер, так как Родульф, возвратившись с Апеннин, пытается заключить соглашение с лангобардами. Но по приказу Руметруды, дочери короля Тато, убивают переговорщика от герулов, брата короля Родульфа, прибывшего к лангобардам для заключения этого соглашения. Лангобарды несколько раз посылают послов к герулам, пытаясь выплатами (т. н. «вергельд») предотвратить очередную войну, но им это не удается. В 508 году между восточными герулами и лангобардами вспыхивает вторая война, в которой герулы терпят сокрушительное поражение, вследствие чего начинается переселение лангобардов из Норика на равнину, которую они называли «Фельд» (то есть «поле»).
Герулы Моравии поддерживали связи с южной Скандинавией, куда, согласно византийскому историку Прокопию Кесарийскому, и отправилась часть герулов после поражения от лангобардов, пройдя через земли «всех славян» и поселившись рядом с племенем гётов (греч. Gautoi).
Слово «Erilaz», часто встречающееся на рунических памятниках в южной Швеции (в частности на камне из Рёка), часто связывается с герулами.
Впоследствии племя играло второстепенную роль; по-видимому, было ассимилировано другими народами.
Часть исследователей относят их к скандинавам. К. Марстрандер считал их готами. З. Гутенбруннер считал их смешанным образованием скандинавов и западногерманских племён. Это связано с тем, что от языка восточных герулов осталось только небольшое число собственных имен в греко-римских источниках — в греческой и латинской формах, надёжно идентицировать их язык как западногерманский (включая северо-германский) или восточногерманский мы не можем.
Этноним герулы совершенно не встречается в раннескандинавской и древнеанглийской литературе. Это наводило некоторых исследователей (например, Г. Г. Чедвика) на мысль, что в Скандинавии герулы были известны под другим названием. Не исключена возможность, что название «герулы» на юге Европы носило скорее социальный характер, чем этнический, и обозначало или своего рода предшественников норманнов, или представителей военной прослойки. На это может указывать и сопоставление названия «герулы» и скандинавского социального термина «эрл» (jarl). Мобильность герулов, их воинственность, описанная у Аммиана Марцелина, Иордана и Прокопия Кесарийского, их связь со Скандинавией дают повод для подобных сопоставлений.

## Археология
В своем исследовании («The Heruls», 2013) Т. Бранд отмечает, что археологические находки, найденные на территории южной Швеции, указывают на участие восточно-германских племён в гуннской кампании начала V века. В районах Sösdala, Fulltofta (посреди Скании), в районах Vennebo, Finnestorp, и в пограничных областях Халланд и Гёталанд, найдено снаряжение для верховой езды, выполненное в стиле «Cosoveni» или «Untersiebenbrunn», очень схожее с тем, что находят в Моравии, где в V веке до разгрома лангобардами было государство герулов, и на среднем Дунае, где они жили как союзники гуннов. Я. Тейрал (Jaroslav Tejral) описал этот стиль, как связанный с восточными германцами и аланами, мигрировавшими с территории Боспорского царства.